# Божидар Митрев (революционер)
Вижте пояснителната страница за други личности с името Божидар Митрев.
Божидар Митрев Панджуров е български комунист, деец на Българската комунистическа партия и ВМРО (обединена).

## Биография
Божидар Митрев е роден в 1900 година в костурското село Кономлади, което тогава е в Османската империя. Баща му е видният войвода на ВМОРО Митре Влаха. След Междусъюзническата война в 1913 година семейството му бяга в България и се установява в софийския квартал Ючбунар. Митрев работи като общ работник в Захарна фабрика, където става член на Българския комунистически младежки съюз. Завършва гимназия като частен ученик в 1919 година. Става секретар на VІІ районен комитет на БКМС. В 1921 година влиза в ръководството на партийната организация в Захарна фабрика. От 1922 до 1925 година работи за Военната организация на БКП и участва в Септемврийското въстание като охрана на Васил Коларов и Георги Димитров. След краха на въстанието е арестуван, но в 1924 година е амнистиран. От 1924 до 1931 година е секретар на ІІІ районен комитет на БКП в София. От 1931 до 1932 година сътрудничи на Военния отдел на ЦК на БКП. Член е и на ВМРО (обединена). В 1932 година Митрев е убит от дейци на ВМРО. Най-вероятно от михайловиста Атанас Гърчето.